# 51655 Susannemond
51655 Susannemond è un asteroide della fascia principale. Scoperto nel 2001, presenta un'orbita caratterizzata da un semiasse maggiore pari a 2,7010597 UA e da un'eccentricità di 0,1038531, inclinata di 15,94646° rispetto all'eclittica.
L'asteroide era stato inizialmente battezzato 51655 Susannedmond per poi essere corretto nella denominazione attuale.
L'asteroide è dedicato alla statunitense Susanne Marie Emond, dietologa dello scopritore.